# Fédération libyenne de handball
La Fédération Libyenne de Handball (en anglais : Libyan Handball Federation) est l'organisation qui administre et régule le handball en Libye. L'association représente à la fois les équipes nationales masculines et féminines de handball. Elle est membre de la Fédération Internationale de Handball depuis 1972 et de la Confédération africaine de handball. Son président est M. Elsadeek Abdulaziz ALFOUNAS. Son siège se situe à Tripoli.